# Monna Vanna
Monna Vanna és una òpera inacabada en un acte composta per Serguei Rakhmàninov sobre un llibret rus de Michail Slonov, basat en una obra de Maurice Maeterlinck. Fou composta el 1908 i s'estrenà a Saratoga Springs (Nova York) l'11 d'agost de 1984.

Rakhmàninov havia completat l'Acte I en una partitura vocal curta, amb acompanyament de piano, i després va demanar permís per donar al text un tractament de tres actes. No obstant això, un altre compositor, Henry Février, havia en aquells rebut els drets per posar música al text. Si hagués acabat la feina Rakhmàninov, no l'hauria pogut estrenar en els països europeus que havien signat tractats de drets d'autor sobre l'obra de Maeterlinck. Aquesta òpera només podia haver-se produït en països, com Rússia, que en aquella època no havien signat les lleis de copyright europeu. Al final, Rakhmàninov va abandonar continuar treballant en aquesta òpera i mai va escriure la partitura completa.
Anys després, a petició de Sophie Satin, la cunyada de Rakhmàninov, Igor Buketov va preparar una edició orquestrada per representar l'Acte I, que va dirigir en la seva estrena mundial amb l'Orquestra de Filadèlfia l'11 d'agost de 1984 a Saratoga, Nova York amb Tatiana Troyanos en el rol titular, Sherrill Milnes com a Guido, i John Alexander com a pare de Guido. 3 També va fer el primer enregistrament de l'obra, amb l'Orquestra Simfònica d'Islàndia.	